# 南冕座V692
南冕座V692，又名CD-4112534，HD 166596、SAO 228815、HR 6804，是南冕座的一颗恒星，视星等为5.47，位于銀經351.89，銀緯-10.97，其B1900.0坐标为赤經18h 6m 7.8s，赤緯-41° -10.97′ 34″。
黃湘婷